# Condado de Béxar
El condado de Béxar (pronunciado Béjar en español, o Béar en inglés) es uno de los 254 condados de Texas (Estados Unidos). La sede del condado es San Antonio, al igual que su mayor ciudad. El condado tiene un área de 3255 km² (de los cuales 25 km² están cubiertos por agua) y una población de 1 392 931 habitantes, para una densidad de población de 431 hab/km² (según censo nacional de 2000). Este condado fue fundado el 20 de diciembre de 1836.

## Toponimia
El condado de Béxar debe su nombre al presidio de San Fernando de Béxar, posteriormente conocido como San Antonio Béjar. Debe su nombre a San Antonio y al virrey español Baltasar de Zúñiga y Guzmán, hermano del X duque de Béjar, que murió en 1686 defendiendo a Budapest del Imperio otomano. Béjar es un topónimo español, perteneciente a la ciudad del mismo nombre, ubicado en la provincia de Salamanca. Solo podemos decir que aparece documentado como Biclara o Biclaro, origen de un monasterio fundado por un tal Juan Biclarense, obispo de Gerona e historiador en el siglo VI, y que probablemente sea de origen prerromano. Aunque otros autores lo asocian a abeja y a colmenar.

## Demografía
Según el censo de 2000, había 1 392 931 personas, 488 942 cabezas de familia y 345 681 familias residiendo en el condado. La densidad de población era de 1117 habitantes por milla cuadrada.[cita requerida]
La composición étnica del condado era:
- 68,86% blancos
- 7,18% negros o negros norteamericanos
- 0,80% nativos norteamericanos
- 1,61% asiáticos
- 0,10% isleños
- 17,80% otras etnias
- 3,64% de dos o más etnias.[cita requerida]

Había 488 942 cabezas de familia, de las cuales el 36,60% tenían menores de 18 años viviendo con ellas, el 50,50% eran parejas casadas viviendo juntas, el 15,50% eran mujeres cabeza de familia monoparental (sin cónyuge) y 29,30% no eran familias.[cita requerida]
El tamaño promedio de una familia era de 3,33 miembros.[cita requerida]
En el condado, el 28,50% de la población tenían menos de 18 años, el 10,70% tenían de 18 a 24 años, el 30,60% tenían de 25 a 44; el 19,90%, de 45 a 64, y el 10,40% eran mayores de 65 años. La edad promedio era de 32 años. Por cada 100 mujeres había 94,70 hombres. Por cada 100 mujeres mayores de 18 años había 91,20 hombres.[cita requerida]

## Economía
Los ingresos medios de un cabeza de familia del condado eran de $38 328 (USD) y el ingreso medio familiar era de $43 724. Los hombres tenían unos ingresos medios de $30 756 frente a $24 920 de las mujeres. El ingreso per cápita del condado era de $18 363. El 12,70% de las familias y el 15,90% de la población estaban debajo de la línea de pobreza. Del total de gente en esta situación, 22,40% tenían menos de 18 y el 12,20% tenían 65 años o más.